# Волков, Геннадий Константинович
Геннадий Константинович Волков (род. 4 апреля 1947, Фрунзе) — российский политический деятель, депутат Государственной Думы ФС РФ второго созыва (1995—1999).

## Биография
Окончил Ташкентский государственный университет им. В. И. Ленина по специальности «инженер-геолог-гидролог» в 1970 г.;
перед избранием в Государственную Думу был первым заместителем главы администрации Владимирской области

### Депутат государственной думы
В декабре 1995 г. был избран в Государственную Думу РФ второго созыва, был членом фракции «Наш дом — Россия» (НДР), заместителем председателя Комитета по информационной политике и связи, председателем подкомитета по связи.

## Награды
- Медаль ордена «За заслуги перед Отечеством» II степени (12 июня 1998 года) — за заслуги перед государством, многолетний добросовестный труд и большой вклад в укрепление дружбы и сотрудничества между народами[2]